# 監獄ロック (映画)
『監獄ロック』（かんごくロック, 原題：Jailhouse Rock）は、1957年制作のアメリカ合衆国のミュージカル映画。エルヴィス・プレスリー主演。彼の3本目の主演映画である。主題歌はプレスリーの「監獄ロック」。
2004年、アメリカ国立フィルム登録簿に登録された。

## あらすじ
ヴィンス・エヴァレットは気さくな好青年だが、短気なトラック運転手である。
ある夜、仕事を終えて寄った行きつけの酒場でふとしたことから殴り合いの大喧嘩になり、相手を死なせてしまい、服役することになってしまう。
ヴィンスは刑務所内で元フォーク・シンガーのハンクと知り合い、彼から歌の才能を見込まれてギターの手ほどきを受ける。そして、出所後2人で組んで舞台に立とうと約束を交わす。
一足先に出所したヴィンスはある小さな酒場の舞台に立ったが、だれも耳を傾けないうえ、歌の最中に騒いだ客に暴力をふるって飛び出してしまう。
そんな彼をレコード会社の営業担当のペギーが気に入り、彼に歌い方をアドバイスし、彼を自社の社長に紹介してくれた。ところが、ヴィンスの曲はそこの看板歌手に奪われてしまった。
そこで2人は自分たちで会社を起こしてデビュー曲を売り出した。ペギーの友人でディスク・ジョッキーのテディの協力もあり、曲は大ヒット、ヴィンスはたちまちスターとなる。
しかし、ヴィンスは次第に名声や金以外に目もくれなくなり、ペギーとも大喧嘩して反目、出所して彼のもとにやってきたハンクもあごで使う高慢な人物になり果ててしまう。

## キャスト
- ヴィンス・エヴァレット：エルヴィス・プレスリー
- ペギー：ジュディ・タイラー（英語版）
- テディ・タルボット：ディーン・ジョーンズ
- ハンク：ミッキー・ショーネシー（英語版）

## 備考
ヒロイン役のジュディ・タイラーは、映画完成から3日後の1957年7月3日、自動車事故により24歳で急死した。プレスリーは大きなショックを受け、完成した本作を見ることができなかったという。

## ギャラリー

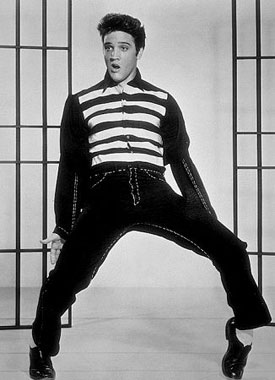
エルヴィス・プレスリー
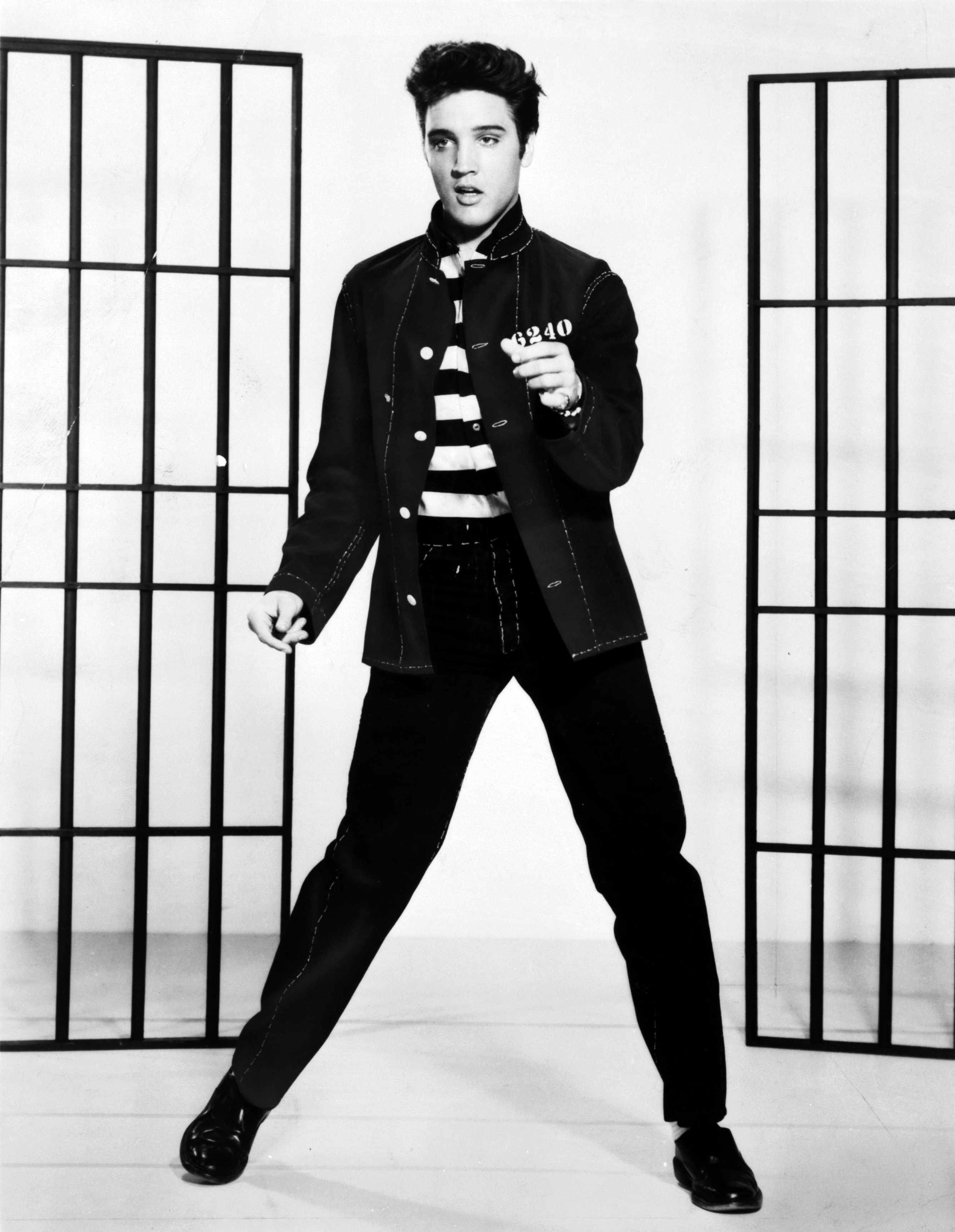
エルヴィス・プレスリー
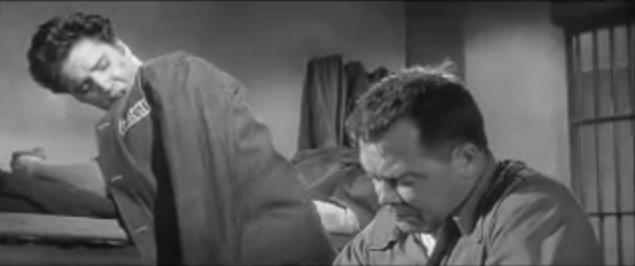
エルヴィス・プレスリー（左）とミッキー・ショーネシー
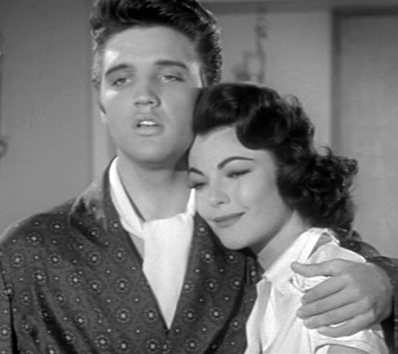
エルヴィス・プレスリー（左）とジュディ・タイラー